# کورچیانو
کورچیانو (به ایتالیایی: Corciano) یک کومونه در ایتالیا است که در استان پروجا واقع شده‌است.

## خصوصیات
کورچیانو ۶۳٫۶۹ کیلومترمربع مساحت و ۱۸٬۴۹۳ نفر جمعیت دارد و ۴۰۸ متر بالاتر از سطح دریا واقع شده‌است.

## خواهرخوانده
شهرهای پنتلینگ، سیوریو و Libiąż خواهرخوانده‌های کورچیانو هستند.